# Ramses (minissérie)
Ramses é uma minissérie neerlandesa de 2014 dirigida por Michiel van Erp com roteiro escrito por Marnie Blok. Retrata a carreira do cantor Ramses Shaffy vivido por Maarten Heijmans.

## Sinopse
Minissérie em quatro partes, centrada nos anos 60 e 70, "Ramsés", conta a vida do jovem Ramses Shaffy, os anos de sua ascensão como ídolo da música tido como uma especie de herói nacional, mas também retrata o lado obscuro de sua fama meteórica, Shaffy logo tornou-se um viciado em álcool e drogas. A série mostra sua vida real cheia de sexo, drogas e rock'n roll. 

## Elenco
- Maarten Heijmans ... Ramses Shaffy
- Thomas Cammaert ... Joop Admiraal
- Noortje Herlaar ...  Liesbeth List
- Hanne Arendzen ... Maria
- Bert Hana ... Klaas de Wit
- Xander van Vledder ... Cees Nooteboom
- Jim Deddes ... Herman
- Floris Verbeij ... Paul
- Daniel Verbaan ... Daan

## Prêmios
| Ano  | Premiação          | Categoria   | Resultado |
| ---- | ------------------ | ----------- | --------- |
| 2015 | Emmy Internacional | Melhor Ator | Venceu    |